# Pankow (station)
Pankow är en pendeltågs- och tunnelbanestation i stadsdelen Pankow i Berlin. Den trafikas av S-Bahn och tunnelbanelinjen U2. S-Bahnstationen invigdes 1880.
I Berlin uttalas namnet Pankow med stumt finalt w, alltså Panko´.

## Tunnelbanestation
Fram till 2000 var slutstationen för tunnelbanan i Pankow stationen Vinetastrasse som då gick under namnet Pankow (Vinetastrasse). 2000 invigdes den nya stationen i Pankow som gjorde att linjen anslöts till pendeltåget. 

## Galleri

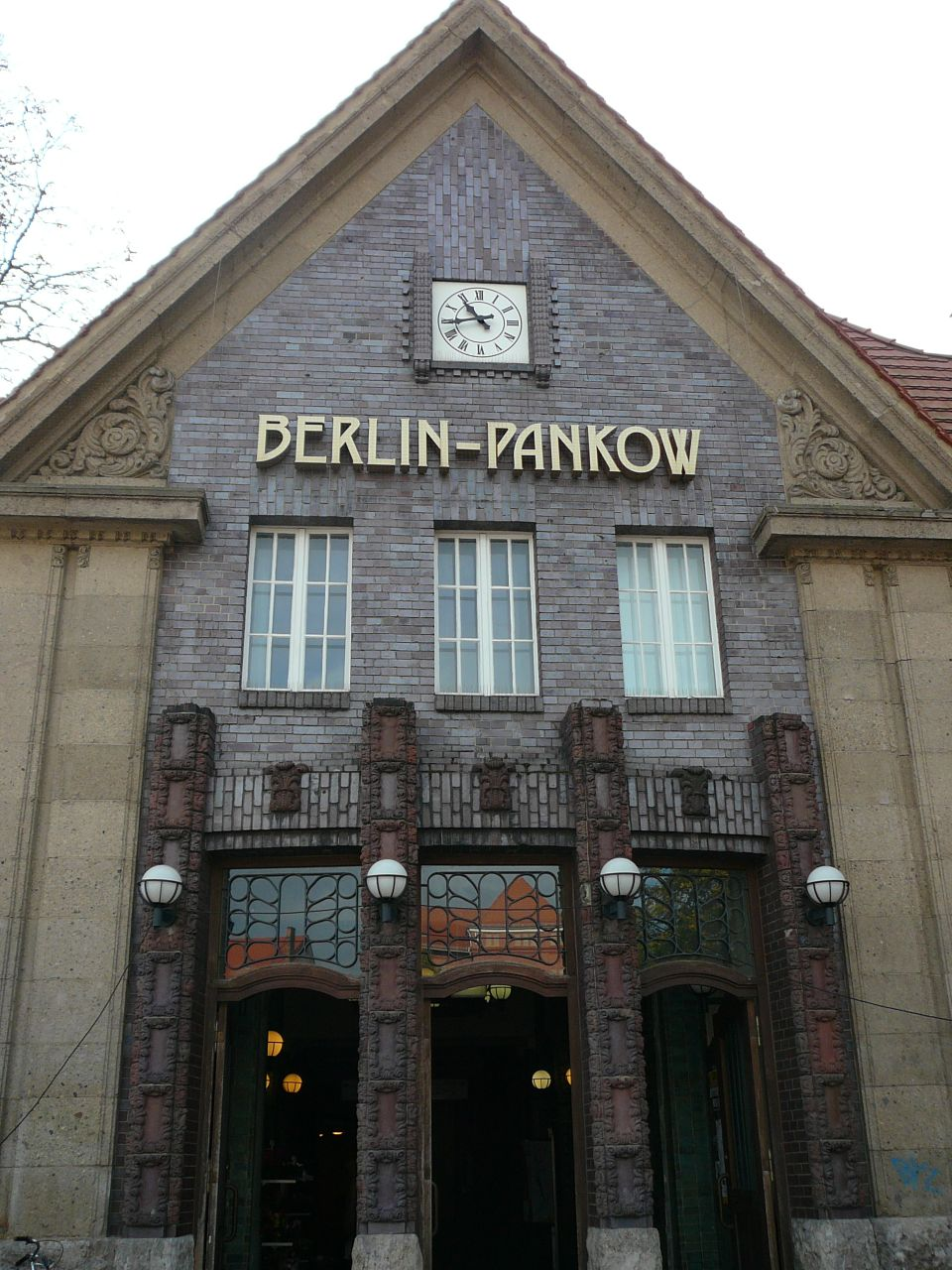
S-Bahn entré
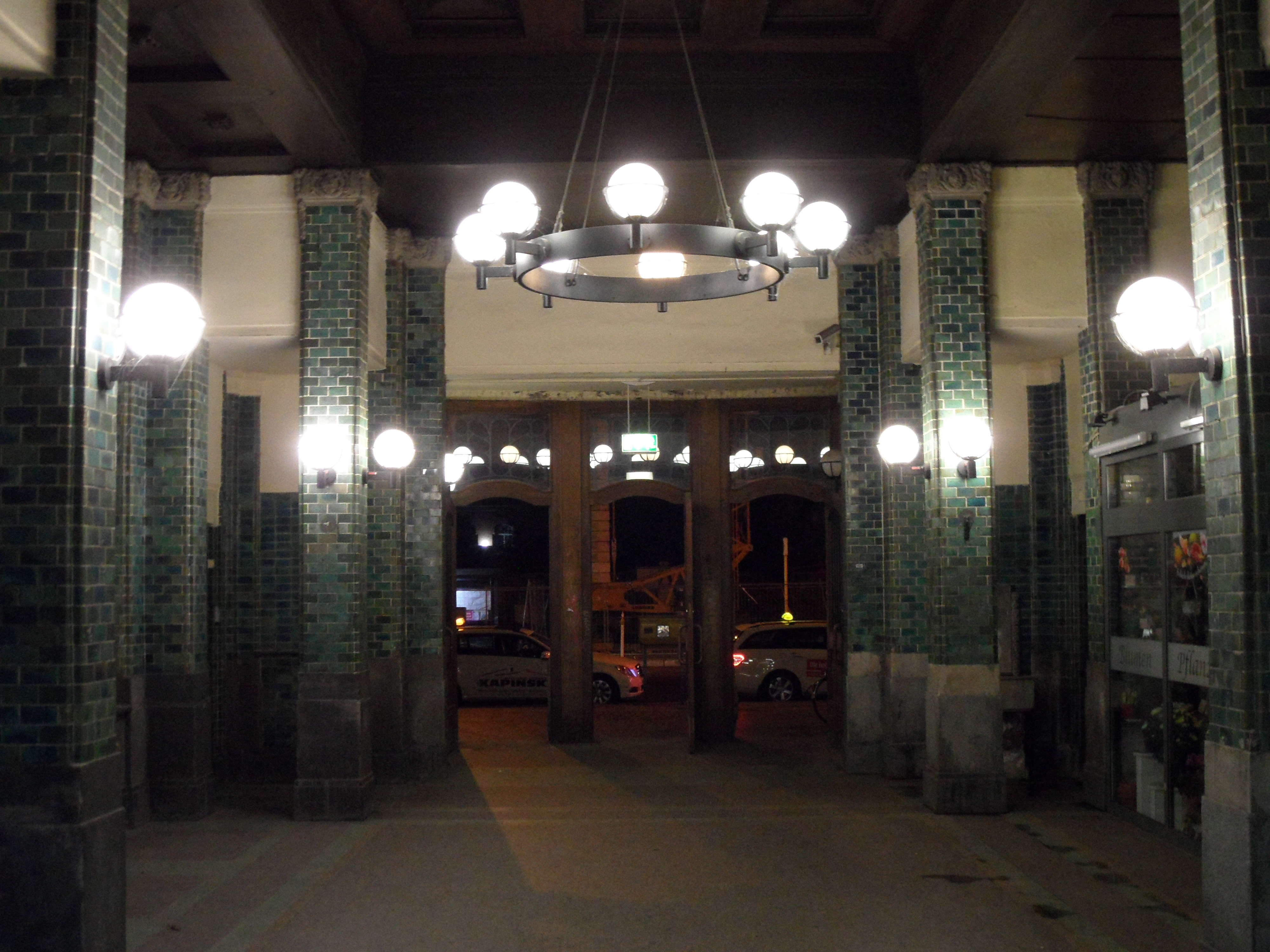
S-Bahn hall
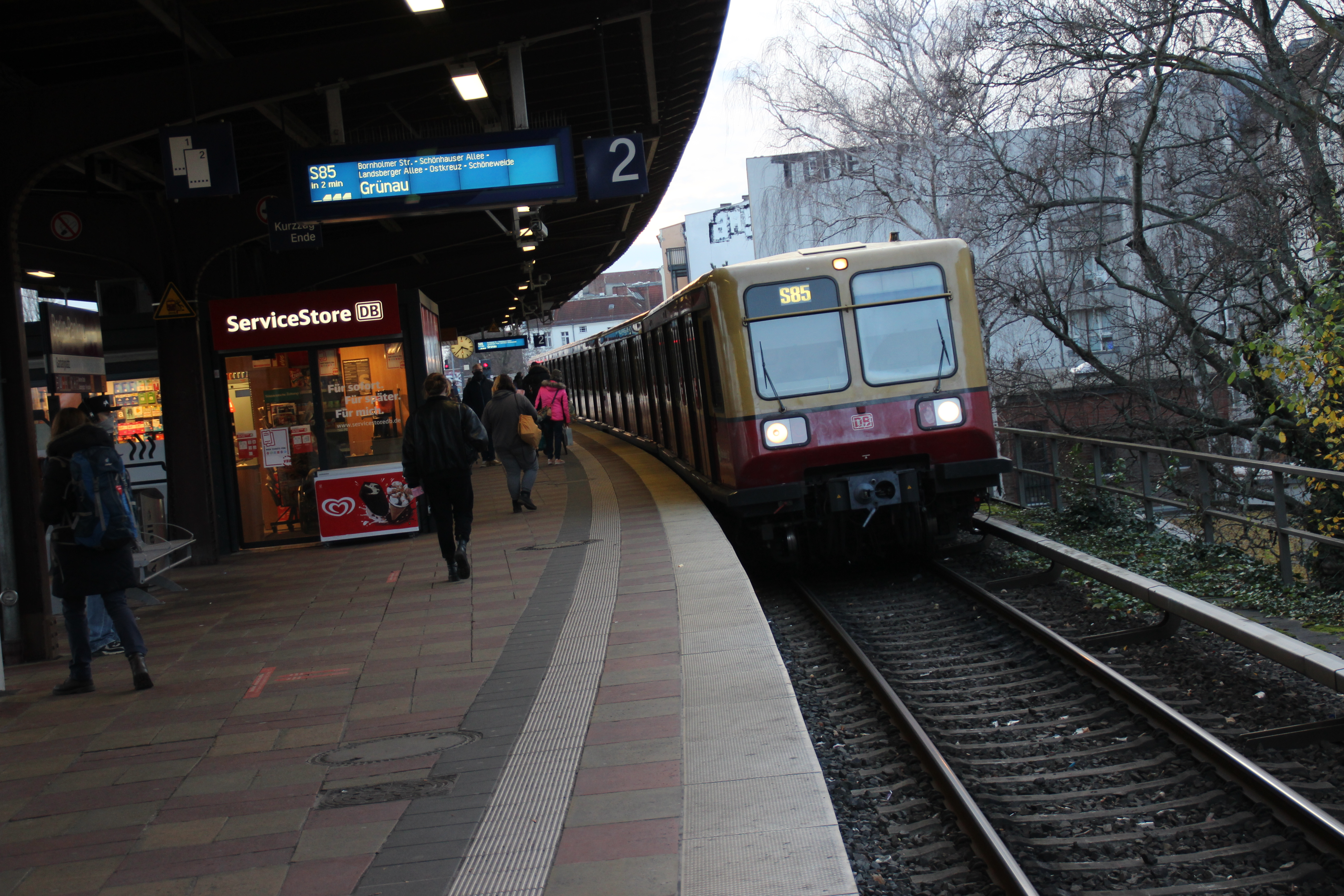
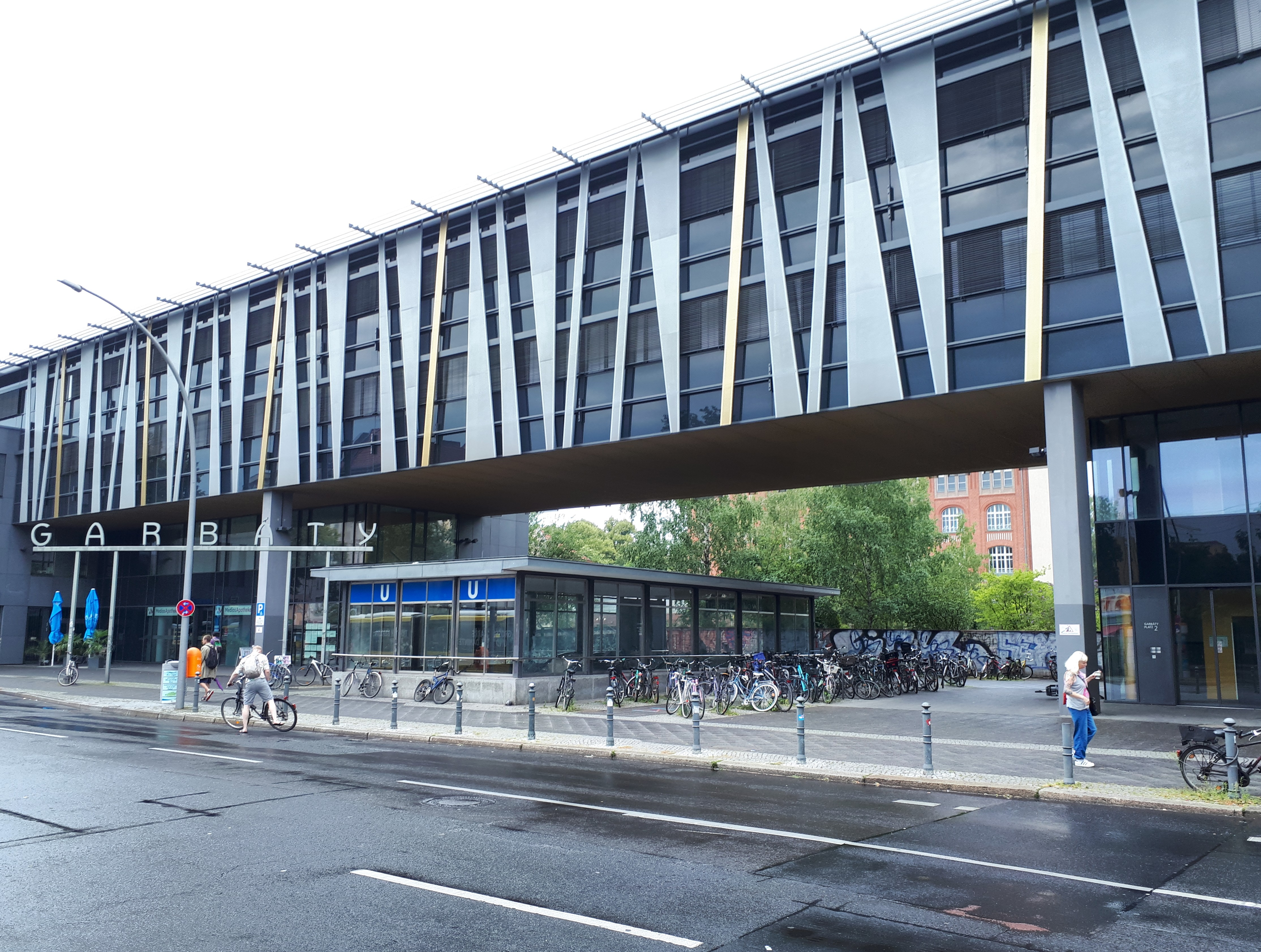
U-Bahn, entré vid Florastrasse
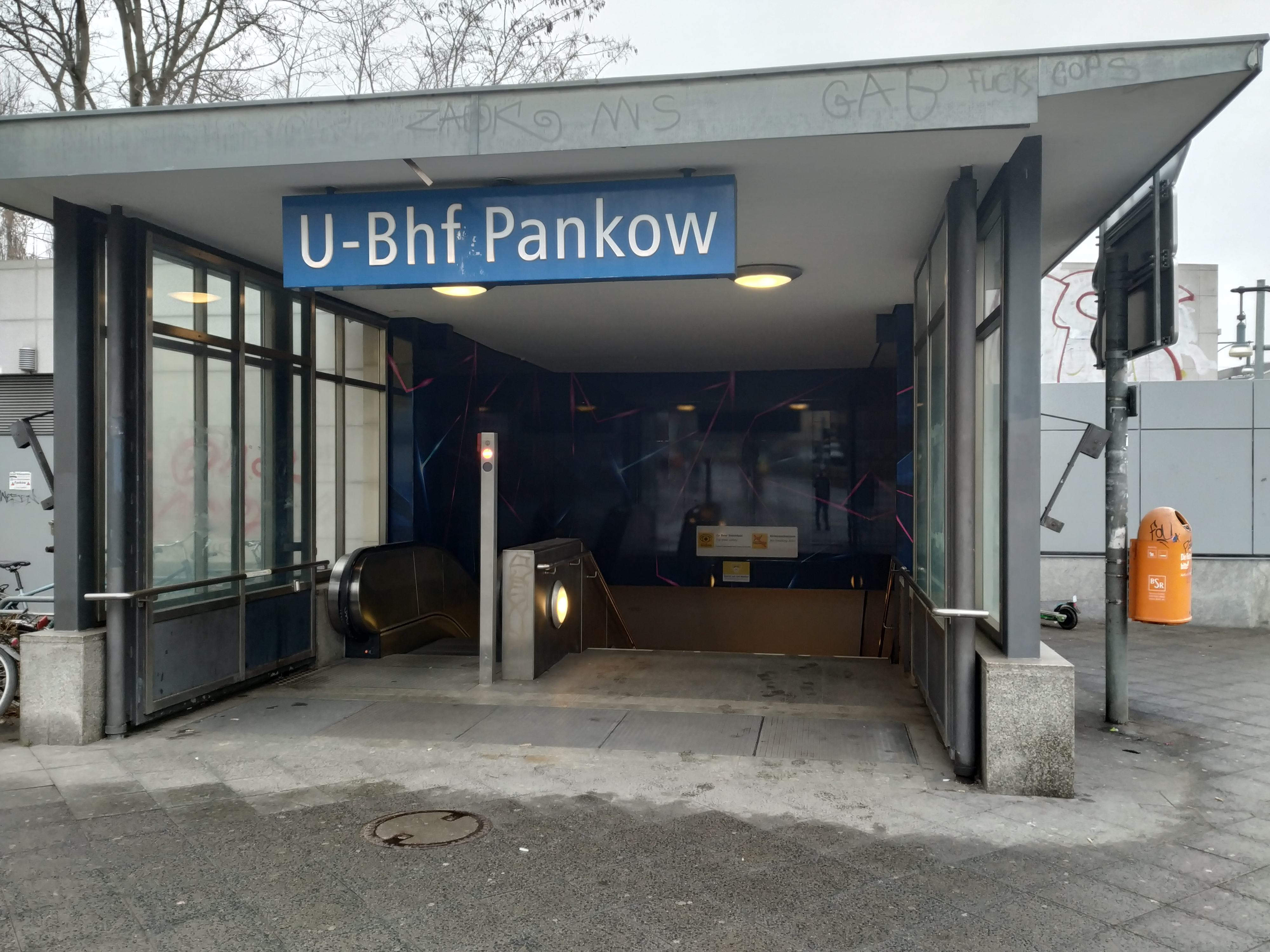
U-Bahn, entré vid Granitzstrasse
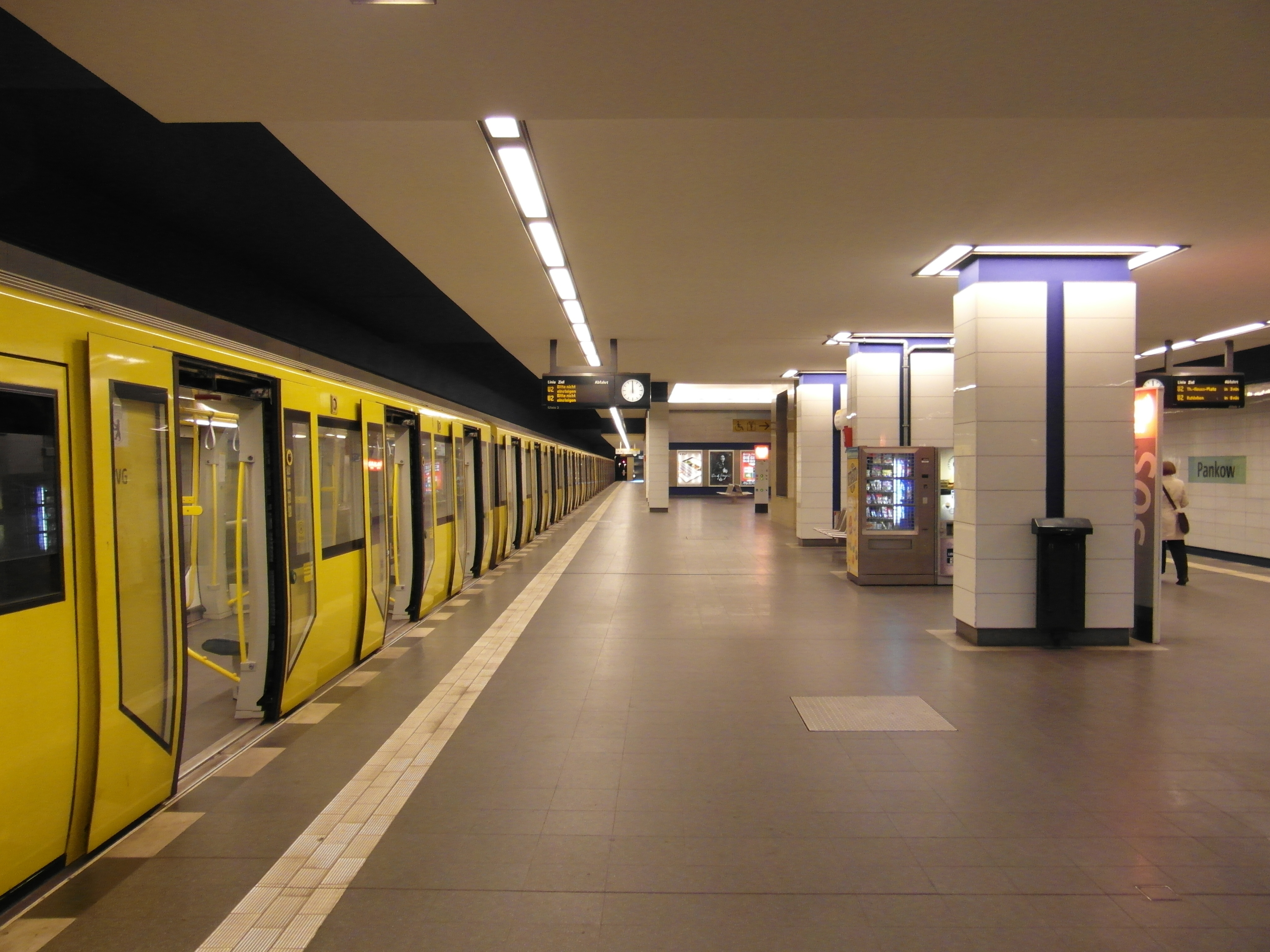
U-Bahn perrong